# Heteromyias
Heteromyias es un género de aves paseriformes perteneciente a la familia Petroicidae, que agrupa a dos especies reconocidas.

## Especies
- Heteromyias albispecularis (Salvadori, 1876)
- Heteromyias cinereifrons (Ramsay, 1876)